# Rizvanuša
Rizvanuša je naselje u Hrvatskoj, u Ličko-senjskoj županiji. 

## Zemljopis
U sastavu je grada Gospića.

## Povijest
Rizvanuša je dobila ime po Rizvan-agi Senkoviću.

## Znamenitosti
- U Rizvanuši je podignuto spomen-obilježje Velebitskim junacima – pripadnicima specijalne policije MUP-a RH koji su tijekom Domovinskog rata čuvali obronke Velebita, a u surovim klimatskim uvjetima i stalnim borbama protiv agresora poginulo je 26 specijalaca.[4]

## Stanovništvo
- 1971. – 84 (Hrvati – 82, Srbi – 1, ostali – 1)
- 1981. – 60 (Hrvati – 56, Jugoslaveni – 3, ostali – 1)
- 1991. – 43 (Hrvati – 43)
- 2001. – 36
- 2011. – 29[5]

| broj stanovnika | 214   | 250   | 205   | 222   | 282   | 258   | 248   | 250   | 177   | 156   | 107   | 84    | 60    | 43    | 36    | 29    | 18    |
|                 | 1857. | 1869. | 1880. | 1890. | 1900. | 1910. | 1921. | 1931. | 1948. | 1953. | 1961. | 1971. | 1981. | 1991. | 2001. | 2011. | 2021. |

## Crkva
Rizvanuša pripada pod župu iz Brušana Sveti Martina u Brušanima.